# Do They Know It's Christmas?
Do They Know It's Christmas? — сингл, написаний в 1984 році Бобом Гелдофом та Міджем Юр у відповідь на телевізійні повідомлення про голод у Ефіопії 1983—1985 років. Сингл вперше він був записаний 25 листопада 1984 року музичним супергуртом Band Aid, заснованим Гелдофом і Юр, що складався переважно з найбільших британських та ірландських музичних зірок того часу. Сингл вийшов у Великій Британії 3 грудня 1984 року і з допомогою значної публічності, увійшов до британського музичного чарту UK Singles Chart під номером один, де пробув п'ять тижнів, ставши Різдвяним хітом 1984 року. Пісня стала найпопулярнішим синглом в історії британських чартів за швидкістю продажів, мільйон копій було продано тільки за перший тиждень, а станом на останній день 1984 року кількість проданих копій перейшла за позначку 3 мільйони.